# Nærfeltskommunikation
 For alternative betydninger, se NFC.
Nærfeltskommunikation (Near Field Communication, NFC) er en netværksteknologi, der gør, at to enheder kan kommunikere trådløst over kortere afstande. Nærfeltskommunikation foregår ved elektromagnetisk induktion - ikke med radiobølger.
Teknologien kan også benytte radiofrekvens identifikation (RFID).

## Anvendelsesområder
- Lavinebipper - kan anvendes op til 30-80 meter afstand.
- Balise
- Rævejagt (signaljagt) - rævejagter på de lavere kortbølgebånd foregår ved nærfeltskommunikation.
- Nærfeltskommunikation anvendes primært til at dele data, parre enheder og udføre transaktioner, f.eks. mobilbetaling (ca. 4-20 cm):
  - Google Inc. har lavet en elektronisk pung som kan benytte NFC.[1]
  - Trådløse/kontaktfrit elektroniske billetsystemer.
  - Trådløse betalingskort:
    - Rejsekort - landsdækkende offentlige transportmidler i Danmark.
    - Oyster card - offentlige transportmidler i London, Storbritannien.
    - Suica - offentlig togtransport i Japan.

## Sikkerhed
Den maksimale afstand, som nærfeltskommunikation virker med, er ganske vist kun nogle få centimeter, men kommunikationen er i sig selv ikke sikker. Eftersom NFC er trådløs, risikerer man aflytning. Derfor bør enheder, der implementerer NFC, f.eks. fremtidige betalingssystemer tilknyttet mobiltelefoner, gennemføre en form for kryptering af de overførte data.
For at opnå maksimal sikkerhed, kræves et samarbejde mellem forskellige parter: producenterne bør f.eks. beskytte NFC-mobiltelefoner gennem krypterings- og autoriseringsproces, brugeren bør anvende kodeord, tastaturlås og et antivirusprogram for at beskytte sin enhed eller mobiltelefon; programudviklere og de, som leverer transaktionstjenester bør anvende antivirusprogrammer og andre sikkerhedsløsninger for at forhindre, at systemet inficeres af spionprogrammer og sabotageprogrammer.

## Historie
Den første telefon med indbygget NFC-understøttelse var Nokia 6131 fra 2007, mens den første smarttelefon med NFC-understøttelse var den Android-baserede Samsung Nexus S fra 2010.